# Flådfiskeri
Flådfiskeri er en form for lystfiskeri hvor man med en fiskestang kaster en line ud med en prop (som er flydende) hvorunder der er en fiskekrog med madding; man kan enten vente på der kommer bid eller man kan hale linen stille og roligt ind.
Flådfiskeri praktiseres primært i ferskvand, men bliver også brugt til fiskeri efter fx Makrel fra moler og havne. 